# اچ‌ام‌اس گورگون (۱۷۸۵)

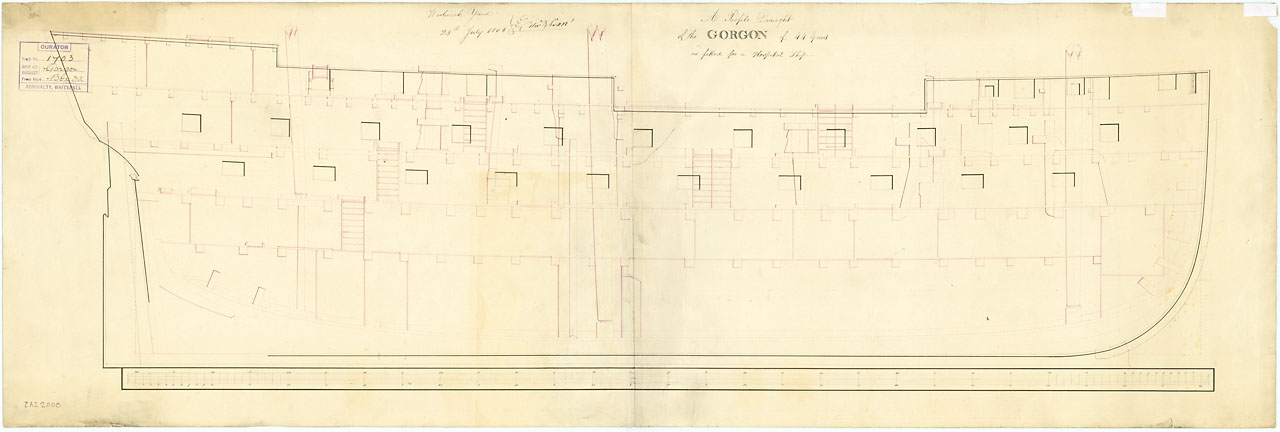
تصویر ساختاری کشتی

اچ‌ام‌اس گورگون (۱۷۸۵) (به انگلیسی: HMS Gorgon (1785)) یک کشتی بود که طول آن ۱۴۰ فوت (۴۳ متر) (gundeck) بود. این کشتی در سال ۱۷۸۵ ساخته شد.